# Robert Fürstenthal
Robert Fürstenthal (Vienne, 27 juin 1920 – San Diego, 16 novembre 2016) est un compositeur d'origine autrichienne émigré aux États-Unis en 1940. Il laisse des Lieder et de la musique de chambre.

## Biographie
Robert Eugen Fürstenthal naît à Vienne en Autriche dans une famille juive. Il démontre rapidement son goût pour la musique et pratique le piano, mais il n'a pas de formation académique, notamment à cause du contrôle des institutions par des membres du parti nazi. Il passe souvent ses loisirs avec Franziska Trinczer (Françoise Farron), sa cousine germaine et son premier amour. Il accompagne le père de Franziska, ténor amateur, chantant des lieder de Schubert. Il compose, dès cette époque, quelques lieder lui-même, certains dédiés à Franziska, dans la veine stylistique de Hugo Wolf.
En 1939, en raison du danger depuis l'annexion de l'Autriche par les nazis, sans sa famille, il quitte Vienne pour Londres, à l'occasion d'une invitation d'un parent et rejoint les États-Unis en octobre 1940. Installé à San Francisco, il réussit à sauver sa mère, mais son père est assassiné en camp de concentration. Il s'enrôle dans l'armée américaine et de 1942 à 1945 sert dans une division de renseignement en Europe, lors des interrogatoires des prisonniers de guerre allemands.
À son retour aux États-Unis, il épouse une américaine, Jane Alexander et tous deux s'installent à San Francisco avec leur fils, Joseph. Il exerce la profession de comptable (Certified Public Accountant).
Il reprend contact avec Françoise qu'il découvre être installée à Boston et biochimiste réputée, qu'il épouse en novembre 1974, après l'échec de leur premier mariage à tous deux. Après trente années passées à San Francisco, Robert déménage à San Diego, où est relocalisé son employeur, la marine américaine (Naval Audit Service), où il dirige la comptabilité.
Créativement muet depuis 1939, par suite de la séparation avec Franziska (Françoise), il reprend l'étude de la composition, se plongeant dans ses compositeurs préférés. Il écrit notamment des lieder sur les poèmes allemands, Eichendorff, Hofmannsthal, Rilke (et plus surprenant, Josef Weinheber, pourtant un sympathisant du nazisme), mais également plus tardivement, des poètes anglais, tels Joyce et Yeats, laissant en tout 160 numéros. Il prend sa retraite en 1985 et se consacre alors entièrement à la composition, augmentant également à une quarantaine son catalogue d'œuvres instrumentales.
Des lieder de Robert Fürstenthal sont interprétés à New York et Washington, en Allemagne et dans son pays natal, au Palais Pálffy de Vienne, dès 1975.
Il meurt à San Diego, le 16 novembre 2016.

## Œuvre
Robert Fürstenthal laisse 160 lieder sur des poèmes allemands et anglais et une quarantaine d'œuvres de musique de chambre.
Son style est resté fixé sur le style chromatique de Richard Strauss, Hugo Wolf et Gustav Mahler. Pour expliquer cela, dans les années 1980, le compositeur confiait à Michael Hass, ancien producteur de disques de la collection Entartete Musik chez Decca et conservateur de la musique au musée juif de Vienne : Wenn ich komponiere, bin ich wieder in Wien (« Quand je compose, je retourne à Vienne »),.

### Lieder et ballades
- Acht Lieder nach Gedichten von Josef Weinheber (Music Graphics Press, 1980) (OCLC 901000275)
- 8 Lieder nach Gedichten von Joseph von Eichendorff (Alpheus Music, 1981) (OCLC 900999552)
- Lieder an gott nach gedichten von Rainer Maria Rilke (OCLC 227208664)
- Vor dem gesetz pour voix et piano, texte de Franz Kafka (OCLC 227209298)
- Jakobs tod pour voix et piano, texte tiré de la Genèse Gn 47,28 (OCLC 227129484)
- Der sonnengesang des Heiligen Franz von Assisi pour voix (en italien), chœur (en allemand), quatuor à cordes et piano (OCLC 227140351)
- Vier Gesänge « Aus dem Psalter » pour voix et piano, op. 52 (OCLC 931705874)

### Musique de chambre
- Quatuor avec clarinette, op. 16 (OCLC 931829398)
- Sonate en ré mineur pour violon et piano, op. 39
- Sonate en si mineur pour violon et piano, op. 43 (OCLC 1089950925)
- Sonate en ut dièse mineur pour violoncelle et piano, op. 44 (OCLC 226967500)
- Sonate en sol mineur pour violon et piano, op. 46 (OCLC 226968206)
- Notturno en ré bémol majeur, pour violon, violoncelle et piano, op. 51
- Sonate en mi bémol majeur pour hautbois et piano (OCLC 883758149)
- Sonate en ré mineur pour alto et piano, op. 57 (OCLC 226968374)
- Sonate en si mineur pour clarinette (ou alto) et piano, op. 60 (OCLC 226968346)
- Sonate pour deux hautbois et piano (OCLC 226968066)
- Trio à cordes en sol mineur (OCLC 226968941)
- Quatuor à cordes en si mineur
- Sonate pour deux pianos (OCLC 226968492)

## Discographie
- Music of Robert Fürstenthal : Lieder et musique de chambre - Robert Aaron Taylor, baryton ; Natalka Kytasty, violon ; Yuri Kytasty, violoncelle ; Ronald Marebello, piano (concert, San Diego 27 janvier 2008, DVD WalkerVision Interarts) (OCLC 291098308)
- Songs and Ballads of Life and Passing : 20 Lieder sur des poèmes de Bethge, Eichendorff, Fürstenthal, Hofmannsthal, Joyce, Rilke et Weinheber - Rafael Fingerlos, baryton ; Sascha El Mouissi, piano (17-18 mai 2016, Toccata Classics TOCC 0354)[10],[11],[1] (OCLC 974977112) — première mondiale.

## Sources
- (en) Françoise Farron-Fürstenthal, Michael Haas, « Songs and Ballads of Life and Passing », p. 2–7, Toccata Classics (TOCC 0354), 2017 (Lire en ligne) (OCLC 974977112) .